# Jeffrey Archer
Jeffrey Howard Archer, o Barão Archer de Weston-super-Mare (Londres, 15 de Abril de 1940), é um político e escritor de grande sucesso da Inglaterra. Conseguiu emplacar na lista de livros mais vendidos em três categorias: Ficção (18 vezes), não ficção (Diários da prisão) e contos (4 vezes).[carece de fontes?] Ele já vendeu mais de 135 milhões de exemplares em todo o mundo.

## Biografia
Foi membro do Parlamento Britânico e deputado pelo Partido Conservador, recebeu um título de barão, não-transmissível, em 1992 por reconhecimento ao seu trabalho de caridade.
É casado com Mary Archer, uma cientista especializada em energia solar, recentemente convidada pelo Primeiro Ministro para assumir a presidência do Grupo do Museu de Ciência. Tem dois filhos e dois netos.[carece de fontes?]

### Prisão
Foi condenado à quatro anos de prisão em 2001 por mentir e ludibriar a justiça em um julgamento de 1987 onde processou o tabloide britânico Daily Star por difamação onde publicaram que o mesmo pagou por sexo e traiu a esposa com uma prostituta.

### Golpe de estado
Ele foi acusado de ajudar a financiar a Tentativa de golpe de Estado na Guiné Equatorial em 2004, um dos lideres da tentativa, o britânico Simon Mann, alegou em confissão que tinha provas bancárias de um depósito feito pelo escritor no valor de $ 135 000.

## Livros publicados
| Ano - nº  | Título Original                                                   | Título no Brasil                                                             | Tradutor                             | Editora                                                    | Título em Portugal                                        | Tradutor                             | Editora                                              | Notas                                     |
| --------- | ----------------------------------------------------------------- | ---------------------------------------------------------------------------- | ------------------------------------ | ---------------------------------------------------------- | --------------------------------------------------------- | ------------------------------------ | ---------------------------------------------------- | ----------------------------------------- |
| 1976 - 01 | Not a Penny More, Not a Penny Less                                | Nem Mais Nem Menos                                                           | Milton Chaves de Almeida             | Editora Record, 1976                                       | Nem Um Tostão a Mais, Nem Um Tostão a Menos               | Maria Salema (1992)                  | Publicações Europa-América                           |                                           |
| 1977 - 02 | Shall We Tell the President?                                      | Vamos Contar ao Presidente                                                   | Peter Sidl e A. B. Pinheiro de Lemos | Editora Record, 1977                                       | Devemos Contar à Presidente? ou Informa-sem o presidente? | Vasco Rodrigues (1981) Paula Antunes | Publicações Europa-América - 2005                    |                                           |
| 1979 - 03 | Kane and Abel                                                     | Caim e Abel                                                                  | José Antonio Arantes                 | Editora Bertrand - 1987 e Editora Sextante - 2008          | Caim e Abel ou Kane e Abel                                | Eduardo Saló ou Eugenio Santos       | Publicações Europa-América - Bertrand - 2019 - 566p. |                                           |
| 1980 - 04 | Willy visits the Square World (com ilustrações de Derek Matthews) |                                                                              |                                      |                                                            |                                                           |                                      |                                                      | Primeiro livro infantil de Jeffrey Archer |
| 1980 - 05 | By Royal Appointment (com ilustrações Peter Longden)              |                                                                              |                                      |                                                            |                                                           |                                      |                                                      | Segundo livro infantil de Jeffrey Archer  |
| 1980 - 06 | A Quiver Full of Arrows                                           | O Arqueiro e suas flechas, também traduzido como Uma aljava cheia de flechas | Rachel Holzhacker; Monique D'Orazio  | Editora Difel - 1986; Saga Egmont - 2022                   | Uma Aljava Cheia de Setas                                 | Luiz Serrão                          | Publicações Europa-América (1988)                    | Coleção de contos                         |
| 1981 - 07 | Willy and the Killer Kipper (com ilustrações de Derek Matthews)   |                                                                              |                                      |                                                            |                                                           |                                      |                                                      | Terceiro livro infantil de Jeffrey Archer |
| 1982 - 08 | The Prodigal Daughter                                             | A Filha Pródiga                                                              | José Antonio Arantes                 | Editora Sextante - 2009                                    | A Filha Pródiga                                           | Eduardo Saló                         | Publicações Europa-América                           |                                           |
| 1984 - 09 | First Among Equals                                                | Primeiro entre iguais                                                        | Jose Antonio Arantes                 | Editora Difel - 1985 e Rio Gráfica - 1986                  | Primeiro Entre Iguais                                     | Maria Salema                         | Publicações Europa-América                           |                                           |
| 1986 - 10 | A Matter of Honour                                                | Um Caso de Honra, também traduzido como Uma questão de honra                 | Louisa Ibanez; Monique D'Orazio      | Editora Bertrand - 1998; Saga Egmont - 2022                | Uma Questão de Honra                                      | Maria Salema                         | Publicações Europa-América                           |                                           |
| 1987 - 11 | Beyond Reasonable Doubt                                           |                                                                              |                                      |                                                            |                                                           |                                      |                                                      |                                           |
| 1987 - 12 | Shall We Tell the President?                                      | Vamos Contar ao Presidente                                                   |                                      |                                                            |                                                           | Vasco Rodrigues ou Eugénio Santos    | Bertrand - 2021 - 286p.                              | Segunda versão                            |
| 1988 - 13 | A Twist in the Tale                                               | Uma reviravolta na história                                                  | Monique D'Orazio                     | Saga Egmont (2021)                                         | Só Entre Amigos                                           | Jorge Pinheiro                       | Publicações Europa-América (1989)                    | Coleção de contos                         |
| 1989 - 14 | Exclusive                                                         |                                                                              |                                      |                                                            |                                                           |                                      |                                                      |                                           |
| 1991 - 15 | As the Crow Flies                                                 | O vôo do corvo, também traduzido como Como voa o corvo                       | Maria D. Alexandre; Monique D'Orazio | Editora Bertrand Brasil - 1993, 593 p.; Saga Egmont - 2022 | O Voo do Corvo                                            | Isabel Sequeira                      | Publicações Europa-América                           |                                           |
| 1993 -16  | Honour Among Thieves                                              | Honra Entre Ladrões                                                          | Maria D. Alexandre                   | Editora Bertrand, 1995                                     | Honra Entre Ladrões                                       |                                      | Publicações Europa-América                           |                                           |
| 1994 - 17 | Twelve Red Herrings                                               | Doze Pistas Falsas                                                           | Maria D. Alexandre                   | Editora Bertrand, 1997                                     | Erro Judicial                                             | Clarice Tavares                      | Publicações Europa-América - 2002 - 240p.            | Coleção de contos                         |
| 1996 - 18 | The Fourth Estate (novel)                                         | O Quarto Poder                                                               | Fausto Wolff                         | Editora Bertrand Brasil - 1999                             | O Quarto Poder                                            | Maria da Graça Pinhão                | Publicações Europa-América - 1997 - 513p.            |                                           |
| 1998 - 19 | The Eleventh Commandment                                          | O 11º. Mandamento                                                            | Maria D. Alexandre                   | Bertrand Brasil - 2000                                     | O 11° Mandamento                                          | Isabel Sequeira                      | Publicações Europa-América - 1998 - 296p.            |                                           |
| 2000 - 20 | To Cut a Long Story Short                                         | Quem conta um conto, também traduzido como O Crime Compensa                  | Fábio Fernandes                      | Editora Bertrand - 2001                                    | Quem Conta Um Conto...                                    | Isabel Sequeira                      | Publicações Europa-América - 2000 - 256p.            | Coleção de contos                         |
| 2000 - 21 | The Accused                                                       | O Condenado                                                                  |                                      |                                                            | O Condenado                                               | Isabel Sequeira                      | Publicações Europa-América - 464p.                   |                                           |
| 2002 - 22 | Sons of Fortune                                                   | Filhos da Fortuna, também traduzido como Filhos da Sorte                     | Noêmia Maestrini                     | Editora Bertrand - 2005                                    | Filhos da Fortuna                                         |                                      | Publicações Europa- América                          |                                           |
| 2002 - 23 | A Prison Diary (I): Hell - Belmarsh                               | Diário da prisão, Volume 1 - Belmarsh: Inferno                               | Ivanir Alves Calado                  | Saga Egmont - 2021                                         | Diário da Prisão - FF 8282 - Belmarsh: Inferno            | Isabel Veríssimo                     | Publicações Europa-América (Portugal)                | Não ficção                                |
| 2003 - 24 | A Prison Diary (II): Purgatory - Wayland                          | Diário da prisão, Volume 2 - Wayland: Purgatório (Diários da prisão)         | Ivanir Alves Calado                  | Saga Egmont - 2021                                         |                                                           |                                      |                                                      | Não ficção                                |
| 2004 - 25 | A Prison Diary (III): Heaven - North Sea Camp                     | Diário da prisão, Volume 3 - North Sea Camp: Céu                             | Alves Calado                         | Saga Egmont - 2021                                         |                                                           |                                      |                                                      | Não ficção                                |
| 2004 - 26 | In the Lap of the Gods                                            |                                                                              |                                      |                                                            |                                                           |                                      |                                                      |                                           |
| 2006 - 27 | False Impression                                                  | Falsa Impressão                                                              | Ricardo Rosenbusch                   | Bertrand Brasil - 2007                                     | Falsas Impressões                                         | Paula Antunes                        | Publicações Europa-América                           |                                           |
| 2006 - 28 | Cat O'Nine Tales (com ilustrações de Ronald Searle)               | Gato Escaldado Tem Nove Vidas                                                | Renato Motta                         | Editora Bertrand - 2006 - 226p.                            | Contos do Gato Vadio                                      |                                      | Publicações Europa-América                           | Coleção de contos                         |
| 2007 - 29 | The Gospel According to Judas (com Francis J. Moloney)            | O Evangelho segundo Judas de Benjamim Iscariotes                             | Lilian Palhares                      | Bertrand Brasil - 2007                                     | O Evangelho Segundo Judas                                 |                                      | Publicações Europa-América                           |                                           |
| 2008 -30  | A Prisoner of Birth                                               | Prisioneiro da Sorte                                                         | Roberto Grey                         | Bertran Brasil - 2014 - 516p.                              |                                                           |                                      |                                                      |                                           |
| 2009 - 31 | Paths of Glory                                                    | As trilhas da glória                                                         | Paulo Afonso                         | Bertrand Brasil - 2011                                     | Caminhos de Glória                                        | Isabel Sequeira                      | Publicações Europa-América (349p.)                   |                                           |
| 2010 - 32 | And Thereby Hangs a Tale                                          |                                                                              |                                      |                                                            | Uma Ponta de Verdade                                      | Isabel Sequeira                      | Publicações Europa-América - 2010 - 222p.            | Coleção de contos                         |
| 2011 = 33 | Only Time Will Tell                                               | Só o Tempo Dirá                                                              | Marcello Lino                        | Bertrand Brasil                                            | Só o Tempo Dirá                                           | Fernanda Oliveira                    | Bertrand Editora - 2015 - 420p.                      | Crónicas de Clifton (1)                   |
| 2012 - 34 | The Sins of the Father                                            | Os Pecados do Pai                                                            | Marcello Lino                        | Bertrand Brasil - 2016 - 392p.                             | Os Pecados do Pai                                         | Fernanda Oliveira                    | Bertrand Editora - 2019 - 447p.                      | Crónicas de Clifton (2)                   |
| 2013 - 35 | Best Kept Secret                                                  | O Segredo Mais Bem Guardado                                                  | Milton Chaves de Almeida             | Bertrand Brasil - 2017 - 434p.                             | O Segredo mais bem guardado                               | Fernanda Oliveira                    | Bertrand Editora - 2016 - 402p.                      | Crónicas de Clifton (3)                   |
| 2014 - 36 | Be Careful What You Wish For                                      | Cuidado com o que deseja                                                     | Milton Chaves de Almeida             | Bertrand Brasil - 2017 - 434p.                             | "Cuidado com o que desejas"                               | Fernanda Oliveira                    | Bertrand Editora - 2016 - 411p.                      | Crónicas de Clifton (4)                   |
| 2015 - 37 | Mightier Than The Sword                                           | Mais poderosa que a espada                                                   | Milton Chaves de Almeida             | Bertrand Brasil - 2018, 476p.                              | "Mais poderosa que a espada"                              | Fernanda Oliveira                    | Bertrand Editora - 2017 - 437p.                      | Crónicas de Clifton (5)                   |
| 2016 - 38 | Cometh The Hour                                                   | É chegada a hora                                                             | Wendy Campos                         | Bertrand Brasil - 2020 - 434p.                             | "Chegada a hora"                                          | Fernanda Oliveira                    | Bertrand Editora - 2020 - 549p.                      | Crónicas de Clifton (6)                   |
| 2016 - 39 | This Was a Man                                                    | Eis aqui um homem                                                            | Wendy Campos                         | Bertrand Brasil - 2021 - 476p.                             | "Este foi um homem"                                       | Fernanda Oliveira                    | Bertrand Editora                                     | Crónicas de Clifton (7)                   |
| 2017 - 40 | Tell Tale                                                         | Histórias contadas                                                           | Fernanda Abreu                       | Saga Egmont - 2021                                         | Contador de Histórias                                     | Fernanda Oliveira                    | Bertrand Editora - 2019 - 204p.                      | Coleção de contos                         |
| 2018 - 41 | Heads You Win                                                     | Cara ou coroa                                                                | Maria Luiza Borges                   | Bertrand Brasil - 2021 - 518p.                             | Cara ou Coroa                                             | Fernanda Oliveira                    | Bertrand                                             |                                           |
| 2019 - 42 | Nothing Ventured                                                  |                                                                              |                                      |                                                            | Quem não arrisca...                                       | Fernanda Oliveira                    | Bertrand Editora                                     | Série William Warwick (1)                 |
| 2020 - 43 | The Short, the Long and the Tall                                  |                                                                              |                                      |                                                            |                                                           |                                      |                                                      |                                           |
| 2020 - 44 | Hidden in Plain Sight                                             |                                                                              |                                      |                                                            | Escondidos à vista de todos                               | Fernanda Oliveira                    | Bertrand (2021), 279p.                               | Série William Warwick (2)                 |
| 2021 - 45 | Turn a Blind Eye                                                  |                                                                              |                                      |                                                            |                                                           |                                      | * Em abril/2021                                      | Série William Warwick (3)                 |
| 2021 - 46 | Over my dead body                                                 |                                                                              |                                      |                                                            |                                                           |                                      | * Em outubro/2021                                    | Série William Warwick (4)                 |